# てるてる天神通り
『てるてる天神通り』（てるてるてんじんどおり）は、児玉樹による漫画作品。角川書店刊『月刊少年エース』の2007年6月号より2010年8月号まで連載された。コミックス全5巻。

## ストーリー
進学校を卒業して実家に戻ってきた幸村天志は帰宅したばかりのその足で父親によって実家も所属する商店街である「天神通り」の町内会の寄り合いに強制的に参加させられる。そこでいきなりくじを引かされて「当たり」を引き当てることに。なんと、そのくじは新しい町内会長を決めるための選別くじだった。
くじによって、これもまた強制的に「町内会長」にされてしまった天志は、いやいやながらもその仕事を引き継ぐ事になる。その内容は「ご町内の平和を守ること」。
……と言えば聞こえはいいが、要は「ご町内の雑用係」に過ぎず、様々な厄介事を押し付けられる日々。しかも町の人々は単に黙々と仕事を続ける天志にどこか拍子抜けした表情を向ける。疲労困憊の天志だったが、実は町内会長の「本当の仕事」はそんな事ではなかった。しかし、そんな事など知らない天志は町内の反応に苛立つ。
そんな時、天志は隣に住む幼なじみの天井御菓子に先代から受け継いでいた「町内会長バッヂ」を無理矢理つけさせられてしまう。ついに天志の苛立ちは頂点に達してしまい、思わず天志は純粋に自分の帰郷と町内会長就任を喜んでいた御菓子にその怒りを当り散らしてしまう。自身の帰郷を自分で喜ばない天志を悲しんで帰る御菓子に、自己嫌悪に陥る天志。ところがそんな彼の前に、なんと福の神の少女・おフクが降り立ち、説教と共に「町内会長」の「本当の仕事」を語り出す。
実は町内会長の「本当の仕事」とは『この地に住まう「人間と神の架け橋」として「地の長」となり、土地神たちの力を借りて「ご町内の平和を守る」こと』だった。そして、おフクは、そんな「長」のサポートをするため「町内会長＝長」に仕え地に幸福をもたらす「福の神」なのである。
かくて天志は不承不承ながらも、天神通りの平和のため、自身は認めずとも時に、おフクたち神様たちの力を借り、この町内のトラブルに立ち向かっていく事となる。

## 登場人物

### 主要人物
幸村 天志（ゆきむら たかし）
本作の主人公。18歳。日の丸町、天神通り商店街にある洋菓子屋「カンパニュラ」の一人息子。中高一貫の進学校「南雲学院」に6年間通っていた。しかし大学受験に失敗して帰郷。その途端、新町内会長に就任させられてしまう。目つきが悪く、口も悪いが頼まれたことは断れない上に責任感も強いので商店街の皆から慕われている。頼子曰く「男子校育ちで女に慣れていない」。それ故に、女性と接近する場面では赤面することが多々見受けられる。
学生時代は受験戦争の最前線で戦う受験戦士として、目標となる超一流名門大学（おそらくは国立大学や首都圏名門私立）に合格するため人の情など打ち捨ててしまうよう、中学高校を通して教育されていた。また、そうした学校において教師に「期待される」ほどの学力を有していたため、成績も決して一流名門大学の受験に失敗するほどのものではなく、むしろ超優秀な「優等生」に分類される生徒だったと目される。しかし受験当日に五十鈴の誘拐未遂現場を目撃してしまい、思わずこれを阻止してしまったために受験時間に遅刻してしまう。このために大学進学の道を閉ざされてしまった。
この受験の失敗により学校側の期待を裏切った事で周囲の教師や同級生たちの目が「優等生」から「人生の落伍者」に変わり疎まれ蔑まれ嫌われるようになった過去を持ち、これが大きなトラウマとなってしまう。そのため物語当初は「誰かのために何かをする事」や「誰かに期待や信頼をかけられる事」を何よりも恐れ嫌うようになってしまっていた。そのため、当初はおフクから「ヘタレ長」呼ばわりされてしまう。
12月24日（クリスマス・イヴ）生まれである。そのため両親はクリスマス商戦の多忙であり、幼なじみたちはその両親に引きずられる形で天志の誕生日を知らされなかったので、作中までに一度も誰にも誕生日を祝ってもらえ無かったという。
天井 御菓子（あまのい みかこ）
16歳。5月15日生まれ。天神通り商店街にある和菓子屋「天井屋」（てんじょうや）の一人娘で、店の店員でもある。幼い頃に母親を亡くしており、店を手伝うために高校に進学せずに店に入った。なお、「天井屋」は「カンパニュラ」の隣であり、天志の部屋とは窓を伝って出入りできる。幼なじみであり、昔から自分を心配してくれていた天志に無条件の信頼をよせる。
北原 冬子（きたはら ふゆこ）
16歳。12月1日生まれ。天神通り商店街にある蕎麦屋「喜多風」（きたかぜ）の一人娘で、よく手伝いをしている看板娘。強気で勝気でいつでも元気な女の子。そば屋の娘であるためか、凄まじい商売人魂の持ち主でもある。そろばん1級で特技は暗算、6桁同士の暗算が可能（現実に6桁の暗算は段位になる）。草輔を含め変な男につきまとわれたことがあり、「自分には男運がない」と自嘲したこともある。
湖宮 頼子（こみや よりこ）
20歳。8月7日生まれ。天神通り商店街の薬屋「薬のコミヤ」の看板娘。幼なじみの4人の中では最年長なので天志、御菓子、冬子の三人を昔からよく可愛がっている。自分で調合した薬はほぼ狙った効果が現れるので薬に関する知識は相当なものである。銀行強盗を追い詰めるほど気が強いのだが、一方で胸やけを訴えた御菓子に対し、救急車を呼ぼうとするなど、御菓子を溺愛している。
真名井 草輔（まない そうすけ）
前会長真名井草十朗の孫。古い物（付喪神）と話すことができるのだが、それ故に他人の視線に追い立てられ、5年前に天神通りの書画骨董「まない」に引っ越してきた。「まない」の店内にはいわくつきの品々が置かれているがそれは草輔の個人的コレクションであり売り物ではない。顔と背丈などからは想像できないが、天志よりも年上の20歳である。冬子の家、「喜多風」とは向かいであり、冬子に惚れていて猛烈なアタックを仕掛けているがいつも返り討ちをくらっている。作者によると、連載開始前は主人公の予定だった。
高津原 五十鈴（たかつはら　いすず）
日本有数の大財閥「高津原グループ」の一人娘。天志に「復讐」を果たすべく八雲を送り込んだ張本人。言動や思考はまさにお嬢様そのもので、お嬢様らしく世間知らずな面も持ち合わせており、軽くあしらわれてしまうことが多い。
ちなみに彼女の言うところの「復讐」だが、正確なところは「自分を助けてくれた天志に何かをしたい」と言った方が正解であり、世間知らずであるがゆえにその「何か」が「害意」にすり替わってしまっただけで、天志にとっては言いがかり同然の逆恨みである（正確には誘拐されかけた所を天志に助けてもらい、一方でそのために天志の大学進学を閉ざしてしまった、その罪悪感から来る心の痛みを「天志のせい」としてツンデレ症状に至らせてしまっている）。
八雲（やくも）
高津原家に使えるメイドにして高津原家が本来負うべき厄災を一手に引き受けている人柱。それゆえに「疫病神」が取り付いているため非常に運が悪く「通算12回目の落雷」で、「お皿は割るわ、棚は倒すわ、車に突っ込むわ、猟銃は暴発するわで、（中略）宛てもなくさまよっていましたらおサイフを落として道に迷った上急に大雨が降ってきて川に流されそうになったところで雷に」打たれたところを天志に介抱された。さくらんぼが大好物。「疫病神」の通力を使うこともできる。幼い頃から共にいる五十鈴に心からの信頼を寄せる、五十鈴の一番の友であり理解者。精神的に未熟で不器用な五十鈴を誰よりも心配している。

### その他の人物
幸村 巌（ゆきむら いわお）
天志の父親。「カンパニュラ」の店長。少し見ると顔は怖いが、よく見れば意外とそうでもない。営業スマイルができない天志を叱責するなど、仕事に関しては厳しい性格。「お客さんはケーキだけじゃなく、一緒に夢や浪漫も買いに来てんだぜ」と話すなど、実際にケーキ屋の店員にいて欲しい人材ではあるが、仕事中でも天志とけんかをよくする。ちなみに若い頃は天志に瓜二つ。元々は天神通りにあった「幸村洋菓子店」の一人息子で、自分の代になって結婚したころに店名を「カンパニュラ」に改名させた（店名の由来は後述）。
幸村 鈴花（ゆきむら すずか）
天志の母親。「カンパニュラ」の店員。けんかをする親子を麺棒で殴って止めるというスタンドプレイを見せつけることもあるが、柔和かつお茶目な面もある。中年バカップルといわれるほど夫婦仲はよい。巌および和菓子とは幼馴染。ちなみに「カンパニュラ」の店名の由来者である（カンパニュラはホタルブクロ属に属するツリガネソウの一種でベル・フラワー(bell flower )の英語名を持つ。鈴＝bell、花＝flowerで「鈴花＝カンパニュラ」となる）。
真名井 草十朗（まない そうじゅうろう）
前町内会長であり、草輔の祖父、骨董屋の老人。町内会長を50年間務めていた。現在、書画骨董「まない」は孫の草輔に任せている。
天井 金平（あまのい こんぺい）
甘味処「天井屋」の店主であり、御菓子の父親。親子でありながら御菓子とは顔が似ておらず、むしろ目つきや口調から天志のほうが似ている。旧姓、東野（とうの）。和菓子と結婚するときに天井家に養子縁組した。
天井 和菓子（あまのい わかこ）
御菓子の母親。御菓子達が幼い頃に病気で他界してしまった。御菓子の過去が語られる際の重要な人物。また、そのシーンから天志の性格の一端をうかがい知ることができる。
根賀 定文（ねが さだふみ）
天神通りの本屋「根賀書店」の店員。いつも黒猫とカラスを連れている。黒猫の名前はシュヴァルツ、カラスの名前はノワール。根賀の登場シーンでは人魂と思しき物体が浮遊しているのが特徴。
緑庭 志乃（みどりば しの）
天神通りの花屋「ガーデン」の娘。現在の天神通りには少ない幼子。天志が2回ほど泣かせてしまう場面があるが、それでも天志を嫌ってしまうことはなく、「町内会長のお兄ちゃん」と慕っている。
星 青野（ほし せいや）
天神通りの八百屋「八百星」の若旦那。お祭り好きのイベンターで、町内の催しでは必ず司会を担当する。草輔と共に暴走してバカをかます事も多く、その度に天志から鉄拳制裁を受ける事もある。

### 天神通りの神
おフク（おふく）
福の神。町内会長バッジを着けることにより姿を見ることができ、通力を身に宿すことができる。天志はバッジを着けないことが多いため、その状態でも見えるよう人形サイズに縮んで顕現することが多い。不幸の気を感じ取ることができる。
ほむら
火の神。天神通りの一神。男の子供のような外見である。喧嘩っ早く口も悪いが、根は優しい性格である。
みなせ
水の神。天神通りの一神。目を瞑った女性のような外見である。一見、冷ややかなように見えるが、過ぎたことはあまり気にしない性格である。
はやて
風の神。天神通りの一神。関西弁をしゃべる。蛇や小さな龍のような外見である。天志のことを慕っており、何度か天志の体に「風神」を降ろしてその力を貸している。
まゆい
縁結びの神。天神通りの一神。着物を着た町娘の外見である。人と人の縁を作ることが出来る（ただしそれによってどうなるかは縁を作られた本人たち次第である）。

### その他の神
疫病神
八雲に取り付いている疫病神。高津原家に災厄をもたらせぬよう、代々八雲の家系が神器の首輪を着けることにより人柱になって封じている。神器の首輪をつけた者は不幸体質になるが、通力を身に宿すことができる。
もともとは天神通りの本来の福の神。修行のため分身のお福を残し高津原家に使えるが高津原家に酷い扱いを受けその恨みから疫病神に変化した。分身のお福の力をとりこみ高津原家に復讐しようとしている。
福の神だった頃（分身であるおフクも）の髪飾りが紅白の花結びの水引なのに対し白黒の結び切りの水引（弔事用）の髪飾りになっている。
海の神
人のこなくなった海水浴場の海の神。海の神らしく恵比寿神の姿をしている。

## 単行本
1. ISBN 978-4-04-713991-6 2007年11月26日
2. ISBN 978-4-04-715080-5 2008年7月26日
3. ISBN 978-4-04-715174-1 2009年2月26日
4. ISBN 978-4-04-715305-9 2009年10月25日
5. ISBN 978-4-04-715543-5 2010年10月26日